# Pusztadobos
Pusztadobos è un comune dell'Ungheria di 1 475 abitanti (dati 2005). È situato nella contea di Szabolcs-Szatmár-Bereg.